# Эстония (Новосибирская область)
Эстония — упразднённый посёлок в Баганском районе Новосибирской области. На момент упразднения входил в состав Вознесенского сельсовета (ныне Лозовской сельсовет). Исключен из учётных данных в 1971 г.

## География
Располагался в восточной части Барабинской низменности, к юго-востоку от озера Щучье и реки Баган, севернее региональной автодороги Баган — Александро-Невское. Ближайшие населённые пункты: на юго-западе — Александро-Невское, на юге — Водино.

## История
Упразднён решением Новосибирского облисполкома от 27.09.1971 г. № 650 как фактически не существующий.

## Транспорт
Посёлок был доступен автотранспортом. Ближайшая железнодорожная станция — Баган примерно в 9 км к востоку, в селе Баган.